# Gymnothorax griseus
La murena grigia (Gymnothorax griseus), nota anche come murena geometrica, è un pesce osseo marino appartenente alla famiglia Muraenidae, diffuso nelle barriere coralline del Mar Rosso e dell'Oceano Indiano.

## Descrizione
L'aspetto generale è quello comune alle murene. La colorazione è fondamentalmente bianco-grigiastra alla base con un caratteristico disegno geometrico sul capo (viene anche detta murena geometrica). La caratteristica che contraddistingue questa specie è proprio questo tipico disegno sul capo, tracciato da dei puntini neri che, con perfezione geometrica, formano linee dritte.

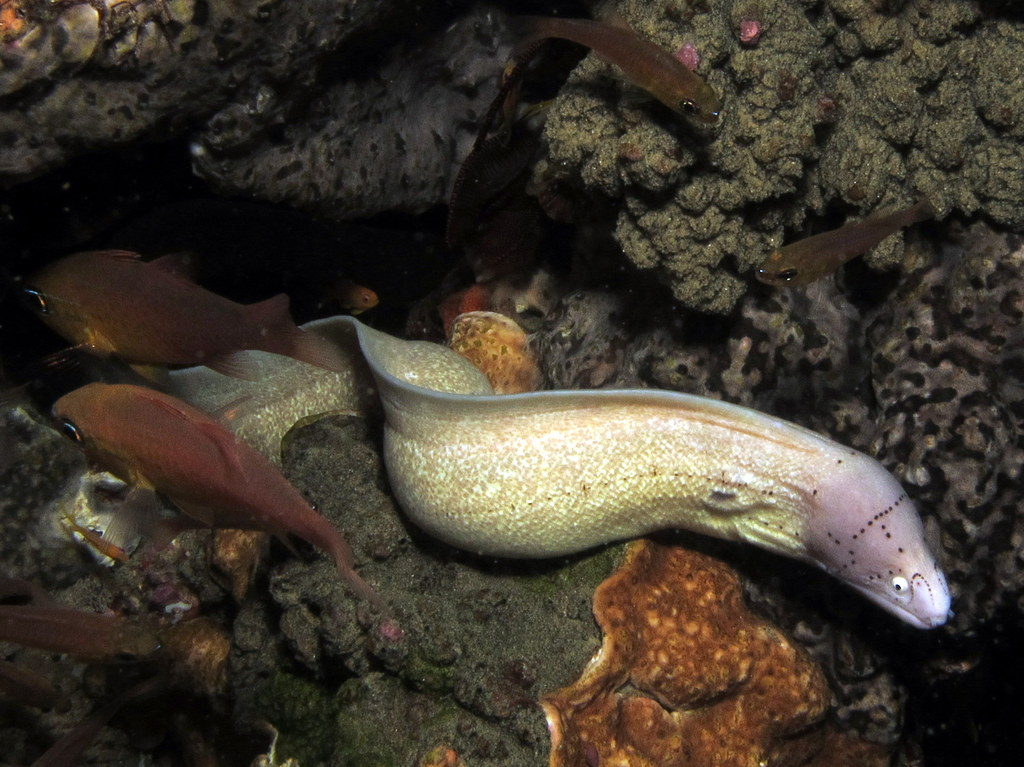
Come le altre murene, la piccola G. griseus è un predatore notturno

È una murena di piccole dimensioni, e raggiunge mediamente i 40 cm di lunghezza (al massimo fino a 60 cm).

## Biologia

### Comportamento
Può essere predata da cernie, squali del reef (come i pinna bianca e i pinna nera) o da murene più grosse. Al contrario di come molti pensano, nessuna specie di murena è velenosa, né tanto meno aggressiva: morde solo se seriamente disturbata. Il rischio è più alto solo quando viene offerto del cibo all'animale. Per questo, la pratica molto usata di cibare le murene in immersione con del pesce morto è sconsigliata: non avendo una vista eccezionale, le murene possono confondere la mano di un sub per un pesce offerto. G. griseus è quindi un pesce molto timido ed è quieto verso l'uomo; inoltre la credenza che sia velenosa non è fondata. L'unico rischio in caso di morso è che la ferita si infetti. Ma date le dimensioni di questa piccola murena, è davvero difficile che possa assestare un morso ad un essere umano, ed è ancor più difficile che questo possa provocarne delle conseguenze.

### Alimentazione
Basata su piccoli pesci, molluschi e crostacei. Come altre murene, G. griseus è dotata di una "mascella" aggiuntiva nell'esofago allo scopo di inghiottire al meglio prede voluminose (mascella faringea).